# Harry Shum mladší
Harry Shum Jr. (* 28. dubna 1982, San José, Kostarika) je americký tanečník, herec a choreograf. Jeho nejznámější role je Mike Chang v hudebním seriálu Glee. Objevil se v tanečních filmech jako Divoký Stomp, Nakládačka, Let's Dance 2 a Let's Dance 3D. Také hraje roli Elliota Hoo v seriálu The Legion of Extraordinary Dancers. V roce 2015 se připojil k obsazení seriálu Lovci stínů: Nástroje smrti.

## Životopis
Narodil se 28. dubna 1982 v Puerto Limón na Kostarice. Jeho matka je původem z Hongkongu a jeho otec z Kantonu v Číně. Jeho rodiče se přestěhovali do Kostariky, kde byli Shum a jeho dvě starší sestry narozeni. Když mu bylo šest let, přestěhovali se s rodinou do San Franciska (Kalifornie). Říká: „Cítím se, že mám to nejlepší z mnoha světů. Mluvím čínsky a španělsky. Španělština je vlastně můj první jazyk, než jsem se naučil čínštinu a angličtinu. V jednom rozhovoru řekl, že jeho nejčasnější motivací k tanci byli Ginuwine, Dru Hill a Usher, předtím, než na něj přenesli vliv ikoničtí tanečníci jako Gene Kelly a Michael Jackson.
Maturoval v roce 2000. Potom začal tančit se skupinou ze své střední školy a pokračoval ve své kariéře v San Francisku v několika různých tanečních studiích. Zde se naučil také mnoho nových tanečních technik. Byl přijat na Sanfranciskou státní univerzitu, zůstal zde ale jen tři měsíce, protože se poté rozhodl pokračovat ve své taneční kariéře.

## Kariéra
Svoji kariéru zahájil jako jediný tanečník na BET Comic View v roce 2002 a jeho kariéra od tohoto momentu pokračovala. Byl jeden z hlavních tanečníků hvězd jako jsou Beyoncé, Mariah Carey, Jennifer Lopez a Jessica Simpson. Byl silouetou známých reklam na iPod. V současné době hraje v televizním seriálu Glee roli Mika Changa, tanečníka, který se připojí ke sboru. V první sérii byl v seriálu známý jen jako "ten druhý Asiat" a měl ve scénáři jen pár vět, ve druhé sérii ale byla jeho postava značně rozšířena, zejména tím, že jeho postava začala chodit se sboristkou Tinou Cohen-Chang (Jenna Ushkowitz). V seriálu zpíval písně "Make 'Em Laugh" v epizodě Suplentka, "Sing" z muzikálu Chorus Line v epizodě Duety, "Valerie" v epizodě Kurtova válka a v prvním tanečním sólu v seriálu v epizodě A Night of Neglect. Z hostujícího herce byl v třetí sérii povýšen na hlavní roli, když je Mike v posledním ročníku střední školy. Velkého prostoru se mu dostalo ve třetí epizodě s názvem Asian F, kde i zpíval "Cool" z West Side Story, což byla jeho první sólová píseň v seriálu.
Objevil se v mnoha inscenacích Wong Fu Productions.
V roce 2010 se objevil ve filmu Let's Dance 3D, 3D verzi street dance v New Yorku. Také je tanečníkem a choreografem seriálu Legion of Extraordinary Dancers. V roce 2014 si zahrál v krimi dramatu Revenge of the Green Dragons.
V roce 2015 se připojil k obsazení seriálu Lovci stínů: Nástroje smrti. V roce 2018 byl obsazen do role Charlieho Wua ve filmu Šíleně bohatí Asiati.

## Osobní život
V roce 2007 začal chodit s herečkou a tanečnicí Shelby Rabarou. Dvojice se zasnoubila v roce 2014 a vzali se 22. listopadu 2015 v Kostarice. V listopadu oznámili, že očekávají první dítě, dívku. 29. března 2019 se jim narodila dcera Xia.

## Filmografie

### Film
| Rok  | Název filmu                  | Role             | Poznámky            |
| ---- | ---------------------------- | ---------------- | ------------------- |
| 2004 | Nakládačka                   | Tanečník         | Cameo               |
| 2007 | Divoký Stomp                 | Tanečník         | Cameo               |
| 2008 | Zprávy TV Onion              | Tanečník         | Cameo               |
| 2008 | Let's Dance 2                | Cable            |                     |
| 2008 | Tanec s vášní: Rozbal to!    | Tanečník v klubu | Cameo               |
| 2008 | iCarly: iGo to Japan         | Yûki             | TV film             |
| 2010 | Our Family Wedding           | Harry            | Cameo               |
| 2010 | Let's Dance 3D               | Cable            |                     |
| 2011 | Glee: The 3D Concert Movie   | Mike Chang       |                     |
| 2011 | 3 Minutes                    | lovec            | krátkometrážní film |
| 2012 | Bílá žába                    | Chaz Young       |                     |
| 2014 | Máma na tahu                 | Joey             |                     |
| 2014 | Revenge of the Green Dragons | Paul Wonk        |                     |
| 2014 | Fire City                    | Frank            |                     |
| 2015 | Tygr a drak: Meč osudu       | Wei-Fang         |                     |
| 2018 | Šíleně bohatí Asiati         | Charlie Wu       |                     |
| 2019 | Plán útěku 3                 | Bao Yung         |                     |
| 2019 | Plume                        | strážník Liu     |                     |
| 2020 | Broadcast Signal Intrusion   | James            |                     |
| 2020 | All My Life                  | Solomon Chau     |                     |
| —    | Mercy                        | James            | krátkometrážní film |

### Televize
| Rok       | Název                         | Role                    | Poznámky                      |
| --------- | ----------------------------- | ----------------------- | ----------------------------- |
| 2003      | Bostonská střední             | Fletcher                | díl: „Chapter Sixty“          |
| 2005      | Committed                     | Roznašeč činského jídla | díl: „The Apartment Episode“  |
| 2007      | Viva Laughlin                 | Tanečník                | díl: „Pilot“                  |
| 2008      | Zoey 101                      | Roy                     | díl: „Trading Places“         |
| 2008      | Rita Rocks                    | Zack                    | díl: „Flirting with Disaster“ |
| 2008      | Greek                         | Omega Chi člen          | 3 díly                        |
| 2009–2015 | Glee                          | Mike Chang              | 76 dílů                       |
| 2013      | The Eric Andre Show           | Sám sebe                | 1 díl                         |
| 2016–2019 | Lovci stínů: Nástroje smrti   | Magnus Bane             | hlavní role, 55 dílů          |
| 2019      | Heart of Life                 | Brendan Winter          | TV film                       |
| 2019–2020 | Nepohádky                     | Brendan                 | 4 díly                        |
| 2020      | Awkwafina Is Nora from Queens | Doc Hottie              |                               |

### Internet
| Rok       | Název                 | Role            | Poznámky |
| --------- | --------------------- | --------------- | -------- |
| 2010–2011 | The LXD               | Elliot Hoo      | 9 dílů   |
| 2013      | Mortal Kombat: Legacy | Kuai Liang      | 2 díly   |
| 2014      | Caper                 | Luke Washington | 9 dílů   |
| 2016      | Single by 30          | Peter Ma        | 8 dílů   |

## Ocenění
| Rok  | Ocenění                                | Kategorie                                                        | Práce         | Výsledek  |
| ---- | -------------------------------------- | ---------------------------------------------------------------- | ------------- | --------- |
| 2010 | Screen Actors Guild Awards             | nejlepší obsazení: komedie                                       | Glee          | vítězství |
| 2010 | Teen Choice Awards                     | nejlepší hudba: skupina (s celým obsazením Glee)                 | Glee          | nominace  |
| 2010 | Lesbian/Bi People's Choice Awards      | nejlepší hudební duo nebo skupina (s celým obsazením Glee)       | Glee          | nominace  |
| 2010 | Gay People's Choice Awards             | nejlepší hudební duo nebo skupina (s celým obsazením Glee)       | Glee          | vítězství |
| 2011 | Screen Actors Guild Awards             | nejlepší obsazení: komedie                                       | Glee          | nominace  |
| 2011 | Teen Choice Awards                     | nejlepší hudba: skupina (s celým obsazením Glee)                 | Glee          | nominace  |
| 2011 | East West Players Visionary Awards     | objev roku                                                       | Glee          | vítězství |
| 2012 | Screen Actors Guild Awards             | nejlepší obsazení: komedie                                       | Glee          | nominace  |
| 2013 | Screen Actors Guild Awards             | nejlepší obsazení: komedie                                       | Glee          | nominace  |
| 2013 | Mezinárodní filmový festival na Havaji | hvězda roku                                                      |               | vítězství |
| 2013 | Streamy Awards                         | nejlepší choreografie                                            | Remixed       | nominace  |
| 2016 | TV Scoop Awards                        | televizní objev roku: muž                                        | Shadowhunters | vítězství |
| 2016 | MTV Fandom Awards                      | nejlepší televizní pár (sdíleno s Matthewem Daddariem)           | Shadowhunters | nominace  |
| 2017 | Teen Choice Awards                     | nejlepší letní televizní herec                                   | Shadowhunters | nominace  |
| 2017 | Teen Choice Awards                     | nejlepší televizní pár (sdíleno s Matthewem Daddariem)           | Shadowhunters | nominace  |
| 2017 | Teen Choice Awards                     | nejlepší televizní polibek (sdíleno s Matthewem Daddariem)       | Shadowhunters | nominace  |
| 2017 | Bisexual Representation Award          | nejlepší reprezentace bisexuální postavy ve vedlejší mužské roli | Shadowhunters | vítězství |
| 2018 | TV Scoop Awards                        | nejlepší televizní herec: drama                                  | Shadowhunters | nominace  |
| 2018 | TV Scoop Awards                        | nejlepší televizní pár (sdíleno s Matthewem Daddariem)           | Shadowhunters | nominace  |
| 2018 | Teen Choice Awards                     | nejlepší televizní pár (sdíleno s Matthewem Daddariem)           | Shadowhunters | nominace  |
| 2018 | Bisexual Representation Award          | nejlepší reprezentace bisexuální postavy ve vedlejší mužské roli | Shadowhunters | vítězství |
| 2018 | People's Choice Award                  | televizní hvězda roku: muž                                       | Shadowhunters | vítězství |